# Stewart Baronets
Als Stewart Baronetcies bezeichnet man dreizehn erbliche britische Adelstitel (Baronetcies), die an Personen mit dem Familiennamen Stewart verliehen wurden. Hiervon gehören eine zur Baronetage of Ireland, sechs zur Baronetage of Nova Scotia und sechs zur Baronetage of the United Kingdom.

## Verleihungen
Erstmals wurde am 2. Mai 1611 in der Baronetage of Ireland der Titel Baronet, of Ramelton in the County of Donegal, für den Militär und Politiker Sir William Stewart geschaffen. Der Titel existiert bis heute.
Am 18. April 1627 wurde in der Baronetage of Nova Scotia der Titel Baronet, of Corsewell in the County of Wigtown, für Hon. James Stewart geschaffen. Er war der zweite Sohn des Alexander Stewart, 1. Earl of Galloway, und beerbte diesen 1649 als 2. Earl of Galloway. Die Baronetcy ist seither ein nachgeordneter Titel des jeweiligen Earls.
Am 27. März 1667 wurde in der Baronetage of Nova Scotia der Titel Baronet, of Blackhall in the County of Renfrew, für Archibald Stewart geschaffen. Dessen Urenkel, der 4. Baronet, änderte 1752 den Familiennamen zu Shaw-Stewart. Der Titel existiert bis heute.
Am 29. Februar 1668 wurde in der Baronetage of Nova Scotia der Titel Baronet, of Castlemilk in the County of Lanark, für Archibald Stewart geschaffen. Der Titel erlosch beim Tod des 5. Baronet am 15. Januar 1797.
Am 2. Juni 1683 wurde in der Baronetage of Nova Scotia der Titel Baronet, of Blair and Balcaskie in the County of Fife, für den Richter Thomas Stewart geschaffen. Der Titel erlosch beim Tod des 8. Baronet am 20. September 1890.
Am 4. November 1687 wurde in der Baronetage of Nova Scotia der Titel Baronet, of Burray in the County of Orkney, für Archibald Stewart geschaffen. Der Titel wurde mit dem besoneren Zusatz verliehen, dass er in Ermangelung eigener männlicher Nachkommen auch an andere männliche Verwandte (heirs male whatsoever) vererbbar sei und fiel daher beim Tod des 3. Baronet 1756 an Alexander Stewart, 6. Earl of Galloway. Die Baronetcy ist seither ein weiterer nachgeordneter Titel des jeweiligen Earls of Galloway. 
Am 24. April 1707 wurde in der Baronetage of Nova Scotia der Titel Baronet, of Tillicoultry in the County of Clackmannan, für Robert Stewart geschaffen. Der Titel ruht seit dem Tod des 2. Baronet am 4. März 1767.
Am 21. Juni 1803 wurde in der Baronetage of the United Kingdom der Titel Baronet, of Athenree in the County of Tyrone, für den Politiker und Attorney General John Stewart geschaffen. Der Titel existiert bis heute.
Am 11. Juni 1881 wurde in der Baronetage of the United Kingdom der Titel Baronet, of South Kensington in the County of London, für den General Sir Donald Stewart geschaffen. Der Titel erlosch beim Tod des 3. Baronet am 12. August 1951.
Am 10. Dezember 1920 wurde in der Baronetage of the United Kingdom der Titel Baronet, of Fingask in the County of Perth, für den Whisky-Fabrikanten John Stewart geschaffen. Der Titel erlosch beim Tod des 2. Baronet am 5. September 1979.
Am 16. Dezember 1920 wurde in der Baronetage of the United Kingdom der Titel Baronet, of Balgownie in Bearsden in the County of Dumbarton, für James Stewart geschaffen. Der Titel existiert bis heute.
Am 4. März 1937 wurde in der Baronetage of the United Kingdom der Titel Baronet, of Stewartby in the County of Bedford, für den Unternehmer James Stewart geschaffen. Der Titel erlosch beim Tod des 2. Baronet am 26. Januar 1999.
Am 17. August 1960 wurde in der Baronetage of the United Kingdom der Titel Baronet, of Strathgarry in the County of Perth, für den Bankier Sir Kenneth Stewart geschaffen. Der Titel erlosch beim Tod des 3. Baronet am 13. Februar 2022.

## Liste der Stewart Baronets

Wappen der Stewart Baronets, of Ramelton

### Stewart Baronets, of Ramelton (1623)
- Sir William Stewart, 1. Baronet († um 1647)
- Sir Alexander Stewart, 2. Baronet († 1653)
- William Stewart, 1. Viscount Mountjoy, 3. Baronet (1653–1692)
- William Stewart, 2. Viscount Mountjoy, 4. Baronet († 1728)
- William Stewart, 1. Earl of Blessington, 3. Viscount Mountjoy, 5. Baronet (1709–1769)
- Sir Annesley Stewart, 6. Baronet (1725–1801)
- Sir James Stewart, 7. Baronet (um 1756–1827)
- Sir James Stewart, 8. Baronet (1798–1879)
- Sir Augustus Stewart, 9. Baronet (1832–1889)
- Sir William Stewart, 10. Baronet (1865–1894)
- Sir Harry Stewart, 11. Baronet (1871–1945)
- Sir Jocelyn Stewart, 12. Baronet (1903–1982)
- Sir Alan Stewart, 13. Baronet (1932–2024)
- Sir Nicholas Stewart, 14. Baronet (* 1953)

Titelerbe (Heir presumptive) ist der Bruder des aktuellen Titelinhabers, Lindsay Stewart (* 1956).

Wappen der Stewart Baronets, of Corsewall

### Stewart Baronets, of Corsewall (1627)
- James Stewart, 2. Earl of Galloway, 1. Baronet (um 1610–1671)
- Alexander Stewart, 3. Earl of Galloway, 2. Baronet (um 1643–1690)
- Alexander Stewart, 4. Earl of Galloway, 3. Baronet (1660–1694)
- James Stewart, 5. Earl of Galloway, 4. Baronet († 1746)
- Alexander Stewart, 6. Earl of Galloway, 5. Baronet (um 1694–1773)
- John Stewart, 7. Earl of Galloway, 6. Baronet (1736–1806)
- George Stewart, 8. Earl of Galloway, 7. Baronet (1768–1834)
- Randolph Stewart, 9. Earl of Galloway, 8. Baronet (1800–1873)
- Alan Stewart, 10. Earl of Galloway, 9. Baronet (1835–1901)
- Randolph Stewart, 11. Earl of Galloway, 10. Baronet (1836–1920)
- Randolph Stewart, 12. Earl of Galloway, 11. Baronet (1892–1978)
- Randolph Stewart, 13. Earl of Galloway, 12. Baronet (1928–2020)
- Andrew Stewart, 14. Earl of Galloway, 13. Baronet (* 1949)

Titelerbe (Heir apparent) ist der Sohn des aktuellen Titelinhabers Alexander Stewart, Lord Garlies (* 1980).

### Stewart/Shaw-Stewart Baronets, of Blackhall (1667)
- Sir Archibald Stewart, 1. Baronet (um 1635–um 1722)
- Sir Archibald Stewart, 2. Baronet († 1724)
- Sir Michael Stewart, 3. Baronet (um 1712–1796)
- Sir John Shaw Stewart, 4. Baronet (um 1740–1812)
- Sir Michael Shaw Stewart, 5. Baronet (1766–1825)
- Sir Michael Shaw-Stewart, 6. Baronet (1788–1836)
- Sir Michael Shaw-Stewart, 7. Baronet (1826–1903)
- Sir Hugh Shaw-Stewart, 8. Baronet (1854–1942)
- Sir Walter Shaw-Stewart, 9. Baronet (1892–1976)
- Sir Euan Shaw-Stewart, 10. Baronet (1928–1980)
- Sir Houston Shaw-Stewart, 11. Baronet (1931–2004)
- Sir Ludovic Shaw-Stewart, 12. Baronet (* 1986)

Wappen der Stewart Baronets, of Castlemilk

### Stewart Baronets, of Castlemilk (1668)
- Sir Archibald Stewart, 1. Baronet († um 1670)
- Sir William Stewart, 2. Baronet († 1715)
- Sir Archibald Stewart, 3. Baronet († 1763)
- Sir John Stewart, 4. Baronet († 1781)
- Sir John Stewart, 5. Baronet (um 1740–1797)

### Stewart Baronets, of Blair and Balcaskie (1683)
- Sir Thomas Stewart, 1. Baronet († um 1717)
- Sir George Stewart, 2. Baronet (1686–1759)
- Sir John Stewart, 3. Baronet (1687–1764)
- Sir John Stewart, 4. Baronet (um 1726–1797)
- Sir George Stewart, 5. Baronet (1750–1827)
- Sir John Drummond Stewart, 6. Baronet (1794–1838)
- Sir William Drummond Stewart, 7. Baronet (1795–1871)
- Sir Archibald Drummond Stewart, 8. Baronet (1807–1890)

### Stewart Baronets, of Burray (1687)
- Sir Archibald Stewart, 1. Baronet († 1689)
- Sir Archibald Stewart, 2. Baronet († 1704)
- Sir James Stewart, 3. Baronet (um 1695–1756)
- Alexander Stewart, 6. Earl of Galloway, 4. Baronet (um 1694–1773)
- John Stewart, 7. Earl of Galloway, 5. Baronet (1736–1806)
- George Stewart, 8. Earl of Galloway, 6. Baronet (1768–1834)
- Randolph Stewart, 9. Earl of Galloway, 7. Baronet (1800–1873)
- Alan Stewart, 10. Earl of Galloway, 8. Baronet (1835–1901)
- Randolph Stewart, 11. Earl of Galloway, 9. Baronet (1836–1920)
- Randolph Stewart, 12. Earl of Galloway, 10. Baronet (1892–1978)
- Randolph Stewart, 13. Earl of Galloway, 11. Baronet (1928–2020)
- Andrew Stewart, 14. Earl of Galloway, 12. Baronet (* 1949)

Titelerbe (Heir apparent) ist der Sohn des aktuellen Titelinhabers Alexander Stewart, Lord Garlies (* 1980).

Wappen der Stewart Baronets, of Tillicoultry

### Stewart Baronets, of Tillicoultry (1707)
- Sir Robert Stewart, 1. Baronet (um 1655–1710)
- Sir Robert Stewart, 2. Baronet (um 1700–1767)

Wappen der Stewart Baronets, of Athenree

### Stewart Baronets, of Athenree (1803)
- Sir John Stewart, 1. Baronet (um 1758–1825)
- Sir Hugh Stewart, 2. Baronet (1792–1854)
- Sir John Stewart, 3. Baronet (1830–1905)
- Sir Hugh Stewart, 4. Baronet (1858–1942)
- Sir George Stewart, 5. Baronet (1861–1945)
- Sir Hugh Stewart, 6. Baronet (1897–1994)
- Sir David Stewart, 7. Baronet (1935–2022)
- Sir Hugh Stewart, 8. Baronet (* 1955)

Titelerbe (Heir apparent) ist der Sohn des aktuellen Titelinhabers Kieran Stewart (* 1979).

### Stewart Baronets, of South Kensington (1881)
- Sir Donald Stewart, 1. Baronet (1824–1900)
- Sir Norman Stewart, 2. Baronet (1851–1926)
- Sir Douglas Stewart, 3. Baronet (1878–1951)

### Stewart Baronets, of Fingask (1920)
- Sir John Stewart, 1. Baronet (1877–1924)
- Sir Bruce Stewart, 2. Baronet (1904–1979)

### Stewart Baronets, of Balgownie (1920)
- Sir James Stewart, 1. Baronet (1852–1922)
- Sir Alexander Stewart, 2. Baronet (1886–1934)
- Sir James Stewart, 3. Baronet (1889–1955)
- Sir James Stewart, 4. Baronet (1922–1988)
- Sir Keith Stewart, 5. Baronet (1929–1990)
- Sir Simon Stewart, 6. Baronet (* 1955)

Titelerbe (Heir apparent) ist der Sohn des aktuellen Titelinhabers Hamish Stewart, Younger of Balgownie (* 1983). 

### Stewart Baronets, of Stewartby (1937)
- Sir Malcolm Stewart, 1. Baronet (1872–1951)
- Sir Ronald Stewart, 2. Baronet (1903–1999)

### Stewart Baronets, of Strathgarry (1960)
- Sir Kenneth Stewart, 1. Baronet (1882–1972)
- Sir David Stewart, 2. Baronet (1913–1992)
- Sir Alastair Stewart, 3. Baronet (1925–2022)